# گونگ لیو
گونگ لیو یا حاکم لیو(به چینی: 公劉) یک اشراف‌زاده در چین باستان بود. وی یک رهبر مهم در ابتدای طایفه جی بود که در نهایت دودمان ژو را بنیان نهادند. پدر وی جی‌جو بود.
گونگ لیو با احیای کشاورزی در میان مردمش و هدایت آن‌ها به سوی شکوفایی پس از آن معروف است. او مردم خود را به دلیل حملات قبایل رونگ از خانه‌شان در تای به مکانی جدید به نام بین هدایت کرد. پسرش چینگجیه بود. پس از شکست شانگ از ژو در نبرد مویه و تأسیس دودمان ژو، گونگ لیو با سروده‌ای در میان سرودهای بزرگ در کتاب کلاسیک چینی شی چینگ گرامی داشته شده است. این قصیده داستان آماده‌سازی و حرکت به سوی بین را بیان می‌کند.